# C/2014 C3 (NEOWISE)
C/2014 C3 (NEOWISE) — одна з довгоперіодичних комет. Ця комета була відкрита 14 лютого 2014 року.